# بريد الدنمارك

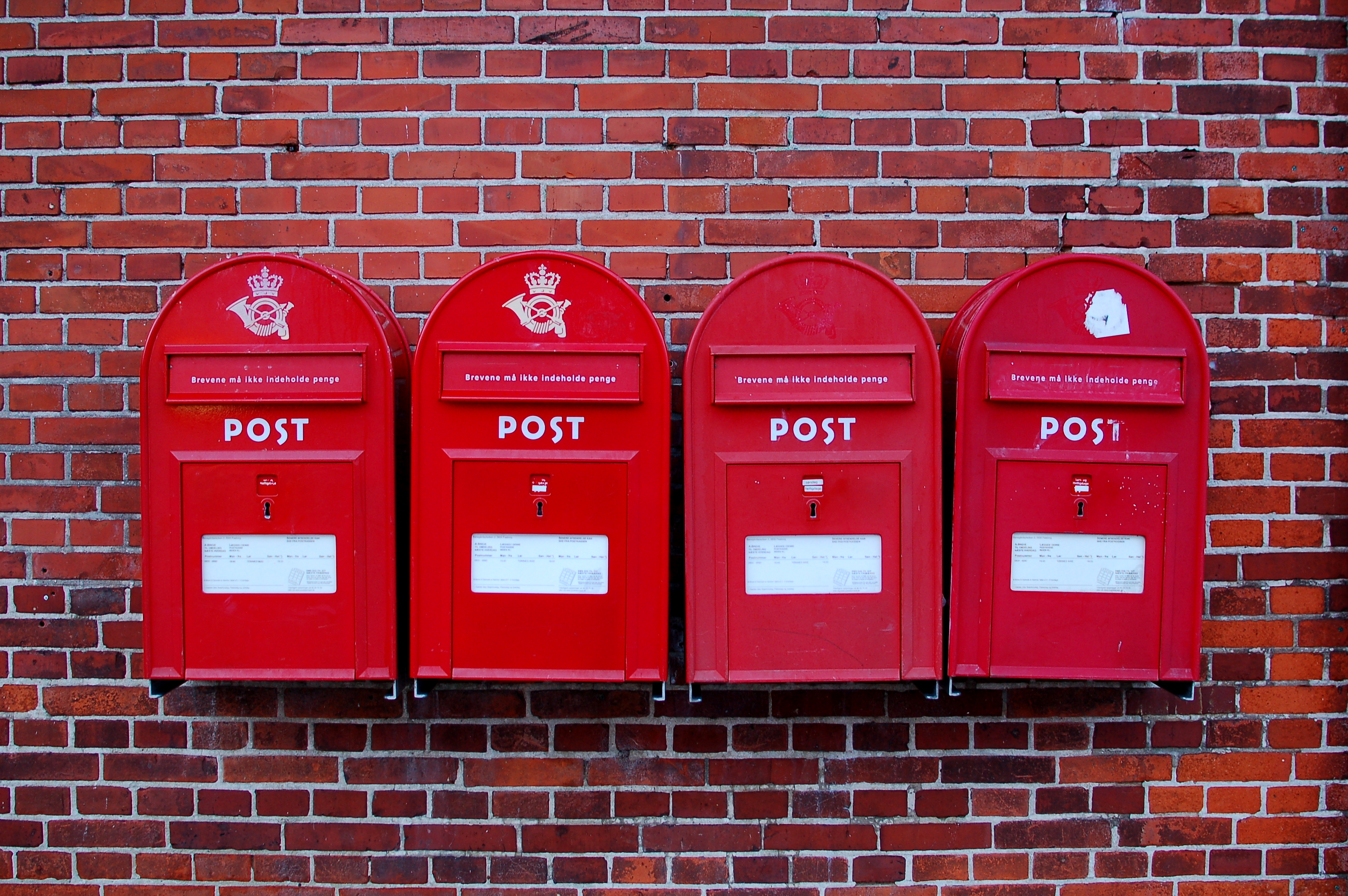
صناديق البريد في فابورج

بريد الدنمارك أو بوست نورد دنمارك هي الشركة المسؤولة عن الخدمة البريدية الدنماركية . تأسست في عام 1995 بعد جهود التحرير السياسي، وتولت مهام تسليم البريد لمكتب بريد الإدارة الحكومية (تأسست في 1624) ؛ تم تحويلها إلى شركة عامة محدودة في عام 2002. في عام 2005 ، تم بيع 22٪ من أسهم الشركة إلى شركاء سي في سي كابيتال، وتم بيع 3.5٪ من أسهم الشركة جزئيًا للموظفين بخصم، وتم الاحتفاظ جزئيًا باحتياطي لبرنامج الحوافز الإدارية.
اعتبارًا من عام 2007 ، توظف بريد الدنمارك حوالي 21000 شخص، وتسلم ما يقرب من مليار حرف و 37 مليون طرد كل عام. يحتوي بريد الدنمارك على مجموعة متنوعة من الخدمات، مثل عمليات التسليم السريع (التسليم المضمون في موعد أقصاه الساعة 9 صباحًا في اليوم التالي) ، وخدمات البريد السريع، وخدمات المرافق، وخدمة الساعة 10 (التسليم المضمون في موعد لا يتجاوز 10 صباحًا كل يوم) ، وصندوق البريد الإلكتروني (يتم فحص البريد إلكترونيًا وإرساله إليك عبر البريد الإلكتروني بدلاً من البريد العادي).

## الاندماج مع البريد السويدي
في 1 أبريل 2008 ، أعلنت بريد الدنمارك عزمها على الاندماج مع نظيرتها السويدية <b>بوستن نوردن ايه بي</b> لتحقيق وفورات أكبر في الحجم والتآزر البريدي. حققت الشركة المدمجة بعد الاندماج إيرادات سنوية تبلغ حوالي 45 مليار كرونة سويدية وتوظف أكثر من 50.000 شخص. بعد الاندماج مباشرة، كانت الشركة المدمجة مملوكة بنسبة 18٪ للدولة الدنماركية وموظفي الشركة، و 60٪ للدولة السويدية، و 22٪ لشركة الأسهم الخاصة شركاء سي في سي كابيتال . في ذلك الوقت كان من المتوقع أن يتم إدراج الشركة في بورصتي كوبنهاجن وستوكهولم في غضون 3-5 سنوات، ولكن حتى عام 2019 لم يحدث هذا بعد. تم الانتهاء من الاندماج في 24 يونيو 2009 ، تم دمج بريد الدنمارك مع بوست ايه بي لتشكيل الشركة القابضة الجديدة بوستن نوردن ايه بي ، والمعروفة حاليًا باسم بوست نورد. تم إعادة تسمية بوستن نوردن ايه بي منذ ذلك الحين بوست نورد ايه بي.
في 2 فبراير 2019 ، قبل الاندماج، تم الإعلان عن أن شركة سي في سي قد أبرمت اتفاقية مع حكومة الدنمارك لبيع حصتها في بريد الدنمارك مقابل 49.9 حصة بريد الدنمارك في دي بوست (ثم اسم بريد بلجيكا) ، وهي خدمة بريدية تابعة لمملكة بلجيكا ، في صفقة تبلغ قيمتها 473 مليون يورو. كانت شركة سي في سي قد استحوذت في الأصل على حصتها في بريد الدنمارك في عام 2005 أثناء خصخصة الأخيرة الجزئية.

## روابط خارجية
- الموقع الرسمي
- تفاصيل من سجل CVR